# Bisegna
Bisegna est une commune de la province de L'Aquila, dans les Abruzzes, en Italie.

## Géographie

### Hameaux
San Sebastiano 

### Communes limitrophes
Gioia dei Marsi, Ortona dei Marsi, Pescasseroli, Scanno, Villalago

## Administration
| Période                                  | Période  | Identité        | Étiquette | Qualité |
| ---------------------------------------- | -------- | --------------- | --------- | ------- |
| 30 mai 2006                              | En cours | Giovanni Grassi |           |         |
| Les données manquantes sont à compléter. |          |                 |           |         |